# Hans Brandes
Hans Brandes (* 1922 Berlin; † 15. April 1971 Schäftlarn) war ein deutscher Waffenhändler.

## Leben
Brandes war von 1940 bis 1945 als Attaché der Kriegsorganisation (KO) bei der Botschaft des Deutschen Reichs in Portugal. Dort war auch Roger Hentges.
Nach 1945 war Hans Brandes Kaufmann und Handelsvertreter bei Fritz Werner Werkzeugmaschinen. Nach Internierung und politischer Überprüfung auf der Festung Hohenasperg wurde Brandes im November 1945 als „unbelastet“ entlassen. Brandes trat als Prokurist in die neugegründete Fritz Werner Fertigung GmbH, Geisenheim, ein. Kurze Zeit später war Brandes Verkaufsleiter von Fritz Werner, Geisenheim. 1954 wurde Brandes zum alleinzeichnungsberechtigten Geschäftsführer bestellt. 1957 erkrankte Brandes.
Nach dem Anschluss des Saarlandes vertrat Brandes die Firma Becolin Dr. Becker & Co. in Saarbrücken bei der Bundesregierung. Die Vertretung war in einem Gemeinschaftsbüro Mainzer Landstraße in Frankfurt am Main untergebracht, in welchem auch Roger Hentges als Fremdsprachenkorrespondent für Dipl.-Ing. Friedrich Großkopf, Bonn, arbeitete, welcher zwei französische Rüstungsunternehmen im Auftrag der französischen Regierung vertrat. Radio Air Paris und SOCAPEX waren traditionelle Lieferanten der Luftwaffe. Der Vizepräsident der französischen Radio Air Louis Macaigne hatte schon seit seiner Zeit in Dakar Kontakt mit den Deutschen. Brandes berichtet in einem Memorandum vom 29. Januar 1969, dass es Kontakte zwischen Hentges und Otto Praun gegeben hätte.

## Karl Helmut Schnell
Der Leiter des Referats Ermittlung in Sonderfällen (ES) im Bundesministerium der Verteidigung, Ministerialrat Karl Helmut Schnell, erkundigte sich 1958 eingehend bei Brandes über Hentges und Heinrich Sellschopp. 1958 berichtete die Sekretärin von Hentges, Amelie Hertel, dem Brandes, dass Hentges ihr das Angebot gemacht hätte, sie könne für die französische Regierung arbeiten, sie würde mehr verdienen und hätte interessante Aufgaben. Eine Niederschrift über diesen Anwerbungsversuch übergab Brandes dem Vertreter des Militärischen Abschirmdienstes (MAD) im Beschaffungsamt des Verteidigungsministeriums, Herrn Düsterberg, im Beisein von Großkopf. In der Folge hat dann Schnell auf Weisung von Franz Josef Strauß für Großkopf für das Hausverbot im Verteidigungsministerium verhängt. Für einen Waffenhändler wirkt ein Hausverbot im Verteidigungsministerium wie ein Berufsverbot. Aus Gesprächen mit Friedrich Großkopf, dem Piloten von Wilhelm Canaris, entnahm Brandes, dass Otto Praun bei der Abwehr als Vertrauensmann in der Abteilung 1-Wi arbeitete und von der Abwehrabteilung beim Generalkommando München geführt wurde. Großkopf kann sich erinnern, dass der Name des „Arztes Dr. Praun“ im Zusammenhang mit Josef Müller in Gesprächen mit Canaris gefallen ist. Wegen des noch heute sehr großen Einflusses des Josef Müller hat Großkopf ausgesprochen Angst, sich in dieser Sache zu offenbaren, obwohl er absolut mehr über diesen Komplex weiß, als er Brandes gegenüber gesagt hat. Um Müller haben sich sehr unschöne Dinge abgespielt, die zum Teil in die Zeit ab 1943 reichen, und auch einen Zusammenhang mit dem Tode von Canaris haben, der in Flossenbürg zusammen mit einem Herrn Liedig saß, der vor seinem Tode bei Großkopf in Bonn wohnte und ihm die Einzelheiten anvertraut hat. Müller weiß, dass Großkopf Mitwisser ist.
1967 erkrankte Hans Brandes und verbrachte die Jahre 1967 bis 1968 überwiegend in Krankenhäusern und Sanatorien.

## Hentges Lebensbeichte
Am 29. Januar 1968 berichtete Der Spiegel, dass Brandes 1958 eine Aktennotiz über Verbindungen des französischen Nachrichtendienstes zu Hentges über Großkopf an den Sicherheitsbeauftragten des Koblenzer Beschaffungsamtes gegeben hätte. In dieser Initiative schrieb Brandes am 1. Februar 1968 einen Brief an Schnell und bot sich als Zeuge an. Als Antwort teilte Regierungsdirektor Fritz-Josef Rath Brandes mit, dass Herr Schnell erkrankt sei, dass Regierungsamtsrat Gerhard Scheidges, ein Mitarbeiter, Brandes in Bad Schussenried besuchen würde. Scheidges besuchte Brandes mit einem Fragenkatalog. Scheidges erklärte Brandes, die Angaben von Hentges würden überprüft und dass man bereits auf verschiedene Tatsachen gestoßen sei, und man der Überzeugung sei, dass Werner Repenning Dreck am Stecken gehabt hätte, aber mit dessen Tod die Untersuchung gegen ihn eingestellt wurde. Angaben von Hentges bezüglich des Mordes an Praun und ein Zusammenhang des Mordes mit Minister Strauß wurden aus Zuständigkeitsgründen von Scheidges und Schnell nicht untersucht. Trotzdem wollte Scheidges wissen, ob Oberstaatsanwalt Karl Rüth aus München sich schon mit Brandes in Verbindung gesetzt hätte. Als Brandes verneinte war, Scheidges erstaunt. Brandes hörte nichts mehr in dieser Angelegenheit. Im Dezember 1968 erzählte Brandes von dem Vorgang Birgitta Wolf aus Murnau. Birgitta Wolf verständigte Rechtsanwalt Franz Moser in München, den Verteidiger von Vera Brühne. Anfang Januar 1969 rief Moser Brandes in Schussenried an und bat ihn um einen Termin in Schussenried für sich oder seinen Mitarbeiter Rechtsanwalt Neuper. Am Freitag, den 10. Januar 1969, telefonierte Brandes mit Schnell. Herr Schnell fragte zum wiederholten Mal, ob Staatsanwalt Rüth bei Brandes gewesen sei, da Aussagen von Brandes gegenüber Scheidges der Staatsanwaltschaft in München mitgeteilt worden seien. Rüth war noch nicht bei Brandes. Schnell erklärte Hentges, dass man in Bonn dazu neigen würde, Hentges als Lügner und absolut unglaubwürdig hinzustellen. Er bekundete, dass Brandes gut daran täte, wenn er den gleichen Standpunkt einnehmen würde, denn es wären derart viele Verwicklungen und Schwierigkeiten damit verbunden, dass Hentges Darstellungen nicht geglaubt werden dürfe. Brandes sei ein freier Mensch und dürfe sagen, was er wisse. Jedoch, und das wiederholte Schnell, müsse Brandes, nach allem was gewesen sei, ebenfalls den Standpunkt einnehmen, dass Hentges lügen würde. Am Samstag, 11. Januar 1969, erstattete Brandes Neuper, welcher nach Schussenried gekommen war, Bericht. Am 17. Januar 1969 erhielt Brandes in Schussenried einen Anruf von einer männlichen Person, die sich nicht vorstellte und deren Stimmer er nicht kannte. Diese Person sagte, sie gäbe Brandes den freundschaftlichen Rat, nicht weiter in der Sache Hentges zu rühren. Brandes bat den Anrufer um Nennung seines Namens. Dieser äußerte jedoch, der Name sei unerheblich, er wolle ihn, Brandes, lediglich vor Schaden bewahren. Brandes erhielt noch weitere Anrufe, und es wurde versucht Brandes, zu entführen.
Später widmete sich Brandes Aufgaben in Pullach. Als Vertrauensmann des Bundesnachrichtendienstes schrieb Brandes am 29. Juni 1970 einen Bericht über seine Besuche bei Hentges und Großkopf. Brandes besuchte Hentges am 25. Juni 1970 in Kall in seiner Pralinenfabrik „Confilux“, nachdem sich die beiden seit 1959 nicht mehr gesehen hatten. Einleitend berichtet Brandes über die Süßwarenfabrik, die Herkunft Hentges, die Zeit bei der Abwehr von 1939 bis 45 und seine Verurteilungen in Frankreich und Luxemburg, und legt Belege bei.
In Pullach sah Brandes ein Schriftstück mit dem Briefkopf des Bundesverteidigungsministeriums und dem Betreff Reise mit Hentges am 14. April 1960 nach Pöcking. Diese Beobachtung teilte Brandes dem Journalisten Joachim Glomm mit. Am 15. April 1971 wurde Brandes tot in seinem Fahrzeug auf einem Feldweg bei Schäftlarn gefunden. Als Todesursache wurde Vergiftung genannt. Für den 17. April 1971 war ein Termin mit Udo Joanni, Christl Märkl und Joachim Dietrich in Murnau vereinbart gewesen.